# Serie B 1952-1953 (pallacanestro femminile)
La Serie B 1952-1953 è stata il secondo livello del 22º campionato italiano di pallacanestro femminile.

## Girone finale

### Classifica
|  | Pos. | Squadra                | Pt | G | V | N | P | PtF | PtS |
|  | ---- | ---------------------- | -- | - | - | - | - | --- | --- |
|  | 1.   | Boglio Sempione Milano | 6  | - | - | - | - | -   | -   |
|  | 2.   | Fiamma Udine           | 4  | - | - | - | - | -   | -   |
|  | 3.   | Cestistica Savonese    | 2  | - | - | - | - | -   | -   |
|  | 4.   | Napoli                 | 0  | - | - | - | - | -   | -   |

Legenda:
      Promossa in Serie A 1953-1954.
Regolamento:
Due punti a vittoria, uno al pareggio, zero alla sconfitta.

## Verdetti
- Boglio Sempione Milano campione di Serie B.
Dalla Ba, De Carlini, Barindelli, Varisco, Brambati, Radice, Decio, Formica, Majocchi, Nicolino[1].
- Boglio Sempione Milano e Fiamma Udine promossa in Serie A.